# Subkarabinek LW-9
Subkarabinek Mitchell Guardian Angel LW-9 Lightweight Rifle - lekki amerykański subkarabinek samopowtarzany na amunicję 9 mm Para. Wyposażony w kolbę syntetyczną stałą lub wysuwaną prętową. Przeznaczony na rynek cywilny.